# Renée Schroeder

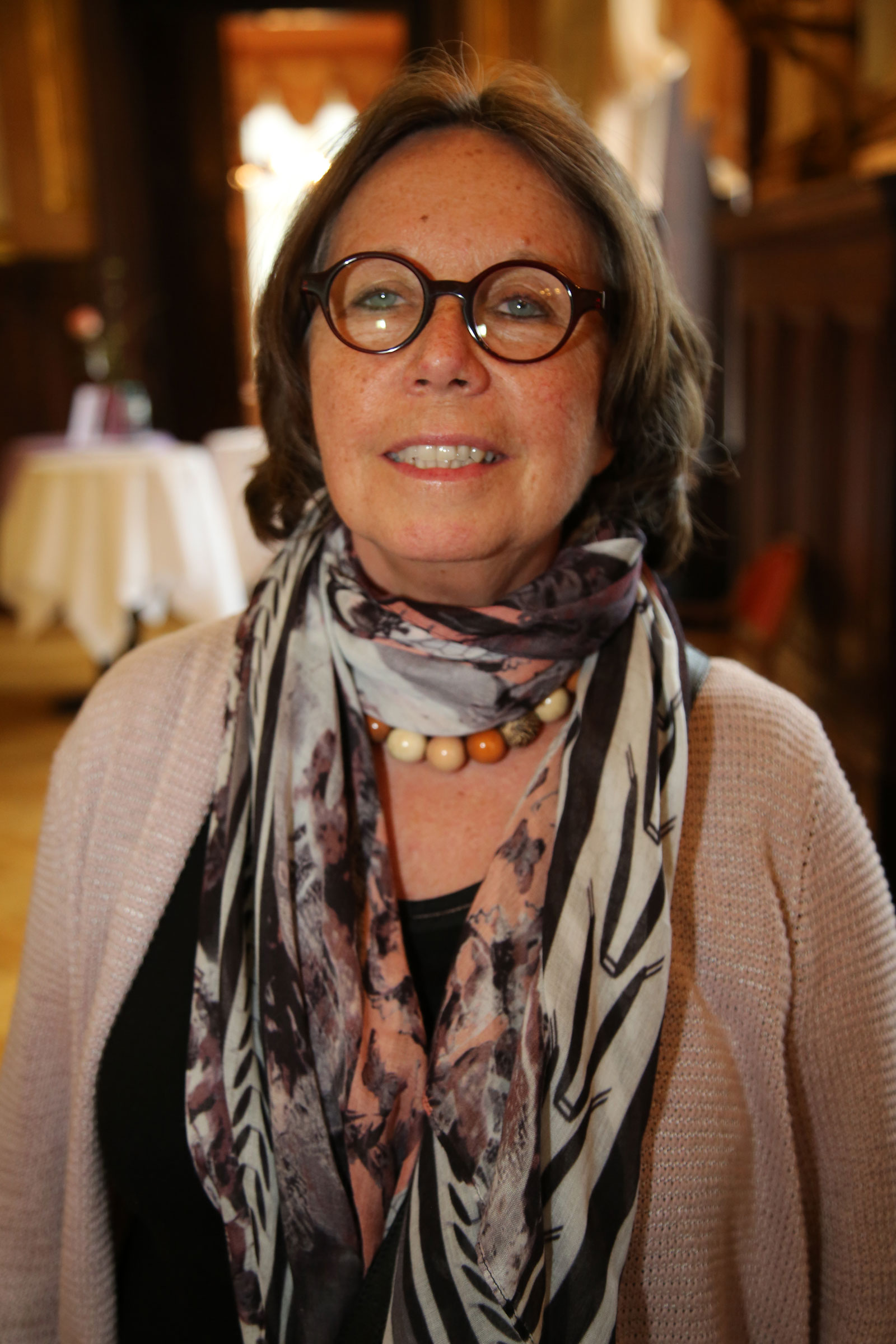
Renée Schroeder (2015)

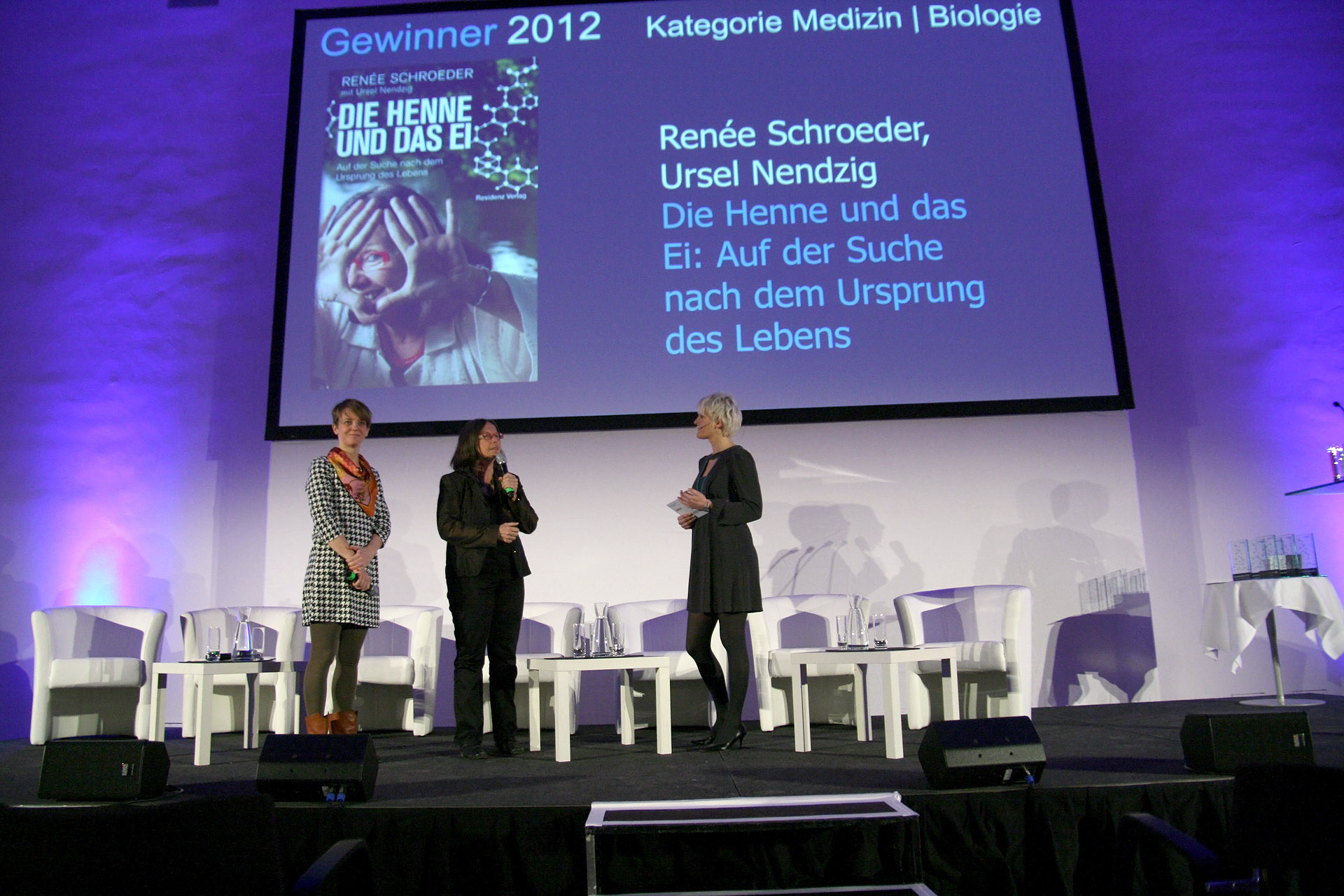
Renée Schroeder (Mitte), Preisträgerin österreichisches Wissenschaftsbuch des Jahres 2012

Renée Schroeder (* 18. Mai 1953 in João Monlevade, Brasilien) ist eine österreichische Forscherin und pensionierte außerordentliche Universitätsprofessorin am Institut für Biochemie der Max Perutz Labs, einem Gemeinschaftsunternehmen der Universität Wien und der Medizinischen Universität Wien.

## Leben
Renée Schroeder, in Brasilien geboren, kehrte 1967 mit der Familie während der brasilianischen Militärdiktatur nach Österreich zurück. Ihr Vater war in der Stahlindustrie beschäftigt und bekam einen Posten bei Felten & Guilleaume in Bruck an der Mur (heute Voestalpine Wire Austria GmbH). Sie legte dort auch die Matura ab.
Sie forscht vorwiegend an der Universität Wien auf dem Gebiet der Biochemie, vor allem über die Ribonukleinsäure.
Sie gehörte von Juni 2001 bis November 2005 der von der österreichischen Bundesregierung ins Leben gerufenen Bioethik-Kommission an. Von 2005 bis 2010 war sie Vizepräsidentin des Fonds zur Förderung der wissenschaftlichen Forschung und ist seit September 2010 Mitglied des Rates für Forschung und Technologieentwicklung.
Die Mutter zweier Söhne hat sich auch immer wieder kritisch zur österreichischen Bildungs- und Forschungspolitik geäußert. Vor allem kritisiert sie die Benachteiligung von Frauen innerhalb der universitären Strukturen, sie engagiert sich deshalb besonders für die Förderung von Frauen in der Wissenschaft. Dieses langanhaltende Engagement brachte ihr 2001 den von der UNESCO und der Firma L’Oréal gestifteten Special Honor Award "For Women in Science" ein, 2007 erhielt sie den Wiener Frauenpreis. Renée Schroeder äußerte sich auch des Öfteren zu Kirche und Religion und deren Frauen- und Weltbild.
Renée Schroeder wurde 2003 als zweite Frau wirkliches Mitglied der mathematisch-naturwissenschaftlichen Klasse der Österreichischen Akademie der Wissenschaften.
Im Mai 2012 erklärte Renée Schroeder aus Protest gegen die mangelnde Exzellenzförderung und den hohen Anteil von Cartellverbandsmitgliedern in der Akademie ihren Austritt aus der ÖAW.
Am 25. Juli 2017 wurde bekanntgegeben, dass Schroeder bei der Nationalratswahl 2017 auf der Liste von Peter Pilz, für deren Wahlkampf sie 20.000 Euro gespendet hat, kandidieren werde.
Am 1. September 2022 wurde sie an der Universität Wien zur Ehrensenatorin ernannt, weil sie „sich in besonderem Maße an der Universität und bei der Erfüllung ihrer wissenschaftlichen Aufgaben engagiert“ habe, wie es in einer diesbezüglichen Aussendung hieß.
Renée Schroeder ist Mitglied und Obfrau der Parteiakademie der Liste Peter Pilz.

## Auszeichnungen und Ehrungen
- 1984 Theodor-Körner-Preis
- 2001 Special Honor Award "For Women in Science"
- 2002 Wissenschaftlerin des Jahres (gewählt von den österreichischen Wissenschaftsjournalisten)
- 2003 Wittgenstein-Preis
- 2005 Preis der Stadt Wien für Natur- und Technische Wissenschaften[11]
- 2006 Großes Ehrenzeichen für Verdienste um die Republik Österreich[12]
- 2007 Wiener Frauenpreis[13]
- 2011 Eduard Buchner Preis[14]
- 2012 Österreichisches Wissenschaftsbuch des Jahres 2012, Kategorie Medizin und Biologie, für Die Henne und das Ei. Auf der Suche nach dem Ursprung des Lebens
- 2015 Goldenes Ehrenzeichen für Verdienste um das Land Wien[15]
- 2017 Österreichisches Wissenschaftsbuch des Jahres 2017 für Die Erfindung des Menschen: Wie wir die Evolution überlisten
- 2022 Ehrensenatorin der Universität Wien[16]

## Bücher
- Die Henne und das Ei: Auf der Suche nach dem Ursprung des Lebens. Residenz Verlag, 2011, ISBN 3-7017-3248-5
- Von Menschen, Zellen und Waschmaschinen. Anstiftung zur Rettung der Welt. Residenz Verlag, 2014, ISBN 3-7017-3328-7
- Die Erfindung des Menschen: Wie wir die Evolution überlisten. Residenz Verlag, 2016, ISBN 3-7017-3376-7
- Alle Moleküle immer in Bewegung, Residenz Verlag, 2019, ISBN 978-3-7017-3488-7
- Der Traum von der Unsterblichkeit, Brandstätter Verlag, Wien 2022, ISBN 978-3-7106-0648-9